# Купрін Олександр Іванович
Олекса́ндр Іва́нович Купрі́н (рос. Александр Иванович Куприн; 26 серпня (7 вересня) 1870, Наровчат, Пензенська губернія, Російська імперія — 25 серпня 1938, Ленінград, СРСР) — російський письменник, журналіст та військовик.

## Життєпис
Народився в родині дрібного чиновника. Рано залишившись без батька, провів дитинство спершу в Будинку для вдів у Москві, де перебувала його мати, потім у Розумовському благодійному сирітському пансіоні. У 10 років Купріна віддали до 2-ї московської військової гімназії, незабаром реорганізовану у кадетський корпус із суворим солдатським режимом та тілесними покараннями. Купрін був непокірним та не дотримувався правил розпорядку. Згодом він писав: «трирічним хлопчиськом мене привезли до Москви, і з цього віку аж до дев'ятнадцяти років я не виходив з казенних закладів». Там же Купрін почав писати вірші.
У вісімнадцятирічному віці Купрін вступив до московського Олександрівського військового училища. Тут він написав і анонімно опублікував перше оповідання «Останній дебют». Цей твір про красу й силу почуттів простої людини визначив наперед одну з провідних тем у творчості Купріна.
Після закінчення училища Купріна у чині підпоручика було направлено до 46-го піхотного Дніпровського полку, що стояв у Проскурові (нині Хмельницький) Подільської губернії. Будні містечка, побут і звичаї здичавілого заштатного офіцерства, провінційних міщан описав він згодом у оповіданнях «Дізнання», «Похід», «Прапорщик армійський», «З вулиці» «До слави», «Напівбог», у повісті «Поєдинок».
Навесні 1893 Купрін їде до Петербурга складати іспит до Академії Генерального штабу. В академію він не потрапив, та пішов з армії. Потому перебрався до Києва, де писав для преси. Дописував до житомирських, одеських, ростовських, поволзьких газет. Він писав фейлетони, судову хроніку, оповідання, передові статті, вірші, нариси, театральні рецензії. Інколи писав під псевдонімами. Серед іншого у своїх фейлетонах критикував київських чиновників.
За час свого п'ятилітнього перебування в Україні, з 1894 року, він друкувався в газетах «Киевлянин», «Киевское слово», «Волынь» (Житомир), «Одесские новости». Написані для київських газет нариси склали цикл «Київські типи».
У 1895—1900 роках Купрін, за власним висловом, намагався «бачити все, знати все, уміти все й писати про все». Він багато їздив по Російській імперії, змінював професії, спосіб життя, оточення. Він служив у технічній конторі в Москві, керував маєтком у Ровенському повіті, працював у ковальській майстерні на сталеливарному заводі на Донбасі, допомагав псаломщику в сільській церкві, організував атлетичне товариство в Києві. Терплячи нестатки й голод, він тягав великі вантажі в артілі носіїв, грав у театрі міста Суми, брав участь у землемірних роботах у Рязанській губернії.
Найбільш цікавою та плідною для молодого письменника стала поїздка по Донецькому вугільному басейну навесні 1896. Купрін оглядав ливарні і рейкопрокатні заводи, спускався в шахти, детально знайомився з технологією прокату, з доменною і мартенівською справою. Цікавлячись становищем робітників і прагнучи наблизитися до заводського середовища, він влаштувався комірником на один із заводів Російсько-бельгійського товариства.
На Донбасі він написав нариси про промисловість та серію оповідань.
Популярність Купріну принесла повість «Молох» (1896). Назва повісті символічна: головний «герой» твору — завод, що поглинає «двадцять років людського життя в добу», — уподібнюється ідолу Молоху.
Повістю «Олеся» (1898) і «поліськими» оповіданнями «У лісовій глухомані», «На глухарів» відкривається дуже характерна для Купріна тема «природної людини», сильних, самобутніх «дітей природи».
Під кінець 1890-х для Купрін побував у Ялті. Там познайомився з Львом Толстим, артистами Художнього театру, там же відбулася важлива для Купріна зустріч з Чеховим і Горьким.
1901 Купрін подарував Чехову «з почуттям великої нерішучості» свою першу збірку «Мініатюри». Під безпосереднім спостереженням Чехова створювалося Купріним оповідання «У цирку» — ця, за висловом Чехова, «вільна, наївна, талановита річ», згодом високо оцінена Львом Толстим.
1901 Купрін приїхав до Петербурга і став працювати редактором у белетристичному відділі журналу «Світ Божий», зблизився з Максимом Горьким, став помітним учасником «літературної дружини», яку збирав Горький. Одружився із Марією Карлівною Давидовою, народилась дочка Лідія.
У травні 1905 у шостій книзі збірника «Знання» з'явилася його повість «Поєдинок» із присвятою Горькому. Того ж року Купрін став очевидцем розстрілу матросів на крейсері «Очаків», допомагав переховати кількох матросів, які врятувалися із крейсера, написав нарис «Події в Севастополі», через який був вигнаний з міста. У роки революції 1905—1907 рр. Купрін переживав відчуття розгубленості перед життям, революція уявляється йому з одного боку неминучою, а з другого — він боїться її («Огидне неуцтво покінчить з красою і наукою…»).

### Еміграція
У роки громадянської війни письменник разом із білогвардійськими військами, що відступали, опинився в Ямбурзі, а потім через Фінляндію дістався до Парижа. В еміграції він створив повість «Колесо часу», книги «Купол святого Ісаакія Далматського», «Єлан». Купріна приваблювали герої, які хоча б раз у житті пережили миті «щасливих гармонійних станів», коли в людині поєднуються «розум, сердечне почуття і добрий інстинкт життя». Така гармонія, як йому здавалося, властива насамперед «стихійним душам», людям, якими керують природні, несвідомі, але щирі й добрі пориви.
У написаній за мотивами біблійної «Пісні пісень» «Суламіфі» провідною є та сама думка: лише кохання, всесильне й вічне, зможе вберегти людей від морального виродження. «Багато століть минуло з тих часів. Були і царства і царі, і від них не залишилося й сліду, наче від вітру, що пробіг над пустелею. Були тривалі нещадні війни, після яких імена полководців сяяли в століттях, ніби закривавлені зірки, але час стер навіть саму пам'ять про них.
Кохання ж бідної дівчини з виноградинка й великого царя ніколи не забудеться, тому що міцне, як смерть, тому що кожна закохана — цариця, тому що кохання прекрасне!» — стверджує письменник.

### Повернення до СРСР
1937 року Купріна, разом з іншими інтелігентами-емігрантами, почав «розробляти» іноземний відділ НКВС. Метою спецоперації було ідеологічне ослаблення післяреволюційної хвилі російської еміграції та організація «хвилі російської репатріації». Купрін на той час вже був старою нездоровою людиною, до того ж страждав на алкоголізм і, ймовірно, міг не розуміти, у яку гру його втягнули таємні агенти НКВС.
У 1938 році Купрін, вже тяжко хворий, повернувся до СРСР. 25 серпня того ж року помер після важкої хвороби (рак язика). Похований у Петербурзі, на Літераторських мостках, поряд з могилою Тургенєва.

## Творчість
До самого Купріна можна віднести слова, що він колись сказав про свого улюбленого письменника Редьярда Кіплінга: «Йому знайомі найдрібніші побутові деталі з життя офіцерів, чиновників, солдатів, докторів, він знає найскладніші подробиці сотень професій і ремесел. Але він ніколи не стомлює своїм величезним багажем… усе це потрібно було йому для того, щоб знати достеменно, не з книг, не за чутками, ті речі й факти, про які він говорить у своїх книгах, щоб читач міг довіряти йому. І в цій довірі полягає одна з таємниць дивовижної чарівливості його оповідань і його великої і заслуженої слави».

## Вибрані твори
Романи та повісті
- «Поночі» (рос. Впотьмах), 1892
- «Молох» (рос. Молох), 1896
- «Прапорщик військовий» (рос. Прапорщик армейский), 1897
- «Олеся» (рос. Олеся), 1898
- «На розломі» (рос. На переломе), 1900
- «Срібний вовк» (рос. Серебряный волк), 1901
- «Поєдинок» (рос. Поединок), 1905
- «Бамбрінус» (рос. Гамбринус), 1907
- «Суламіта» (рос. Суламифь), 1908. Варіація на тему «Пісня над піснями» про кохану Соломона Суламіту.
- «Яма» (рос. Яма), 1909—1915
- «Гранатовий браслет» (рос. Гранатовый браслет), 1910
- «Рідке сонце» (рос. Жидкое солнце), 1913
- «Зірки Соломона» (рос. Звезда Соломона), 1917
- «Купол св. Ісакія Далматського» (рос. Купол св. Исаакия Далматского), 1928
- «Колесо часу» (рос. Колесо времени), 1929
- «Юнкери» (рос. Юнкера), 1928—1932. Засновано на спогадах про навчання в Олександрівському училищі.
- «Жанетт» (рос. Жанета), 1933

## Переклади українською
Окремі твори Купріна переклали О. Копиленко, Є. Дроб'язко, М. Шумило, Н. Андріанова, І. Кіпніс, Мирослава Лещенко, Б. Рильський та ін. Серед українських перекладів Купріна є такі твори:
- Олександр Купрін. «Дитячий садок. Аль-Ісса». Переклад з російської: ?. Київ-Харків: Книгоспілка, 1930. 23 стор.
- Олександр Купрін. «Конокради». Переклад з російської: ?. Київ-Харків: Книгоспілка, 1930. 40 стор.
- Олександр Купрін. «В недрах землі». Переклад з російської: ?. Київ: Радянська школа, 1931. 32 стор.
- Олександр Купрін. «Вибрані твори.» Переклад з російської: ?. Київ, 1950.
- Олександр Купрін. «Білий пудель.» Переклад з російської: ?; художник: Г. Хроменко. Київ: Молодь, 1951. 63 стор. (Домашня бібліотека школяра)
- Олександр Купрін. «Оповідання.» Переклад з російської: ?. Київ, 1953.
- Олександр Купрін. «Анафема.» Переклад з російської: ?. Київ, 1958.
- Олександр Купрін. «Мирне життя.» Переклад з російської: ?. Ужгород, 1960.
- Олександр Купрін. «Олеся.» Переклад з російської: Мирослава Лещенко. Київ: Молодь. 1965. 157 стор.
  - (можливий передрук) Олександр Купрін. «Олеся.» Переклад з російської: не вказаний; художник: Валерій Войтович. Рівне: Волинські обереги. 2005. 124 стор. ISBN 966-8306-90-2
- Олександр Купрін. «Поєдинок.» Переклад з російської: ?. Київ: Дніпро. 1981. 320 стор.
- Олександр Купрін. «Вибрані твори.» Переклад з російської: ?; вступне слово: С. В. Кучерявенко; упорядник: А. М. Михайляна. Київ: Україна, 2011. 477 стор. ISBN 978-966-524-398-4
- Олександр Купрін. «Білий пудель.» Переклад з російської: Оксана Таранченко. Київ: НКП, 2011. 191 стор. ISBN 978-617-592-091-6 (Бібліотека шкільної класики); ISBN 978-617-592-090-9 (Дитячий світовий бестселер)

## Екранізації творів
За творами Купріна знято фільми: «Напередодні» (1928), «Білий пудель» (1956), «Олеся» (1971), «Яма» (1990), «Гамбрінус» (1990), «Господня риба» (1991) тощо.

## Пам'ять
3618 Купрін — астероїд, названий на честь письменника.
Вулиці Купріна існують у Росії та її колишніх колоніях, зокрема в Україні.